# Wittekindsberg
Coordonate: 52° 14′ 48.9″ N, 8° 53′ 26.1″ E

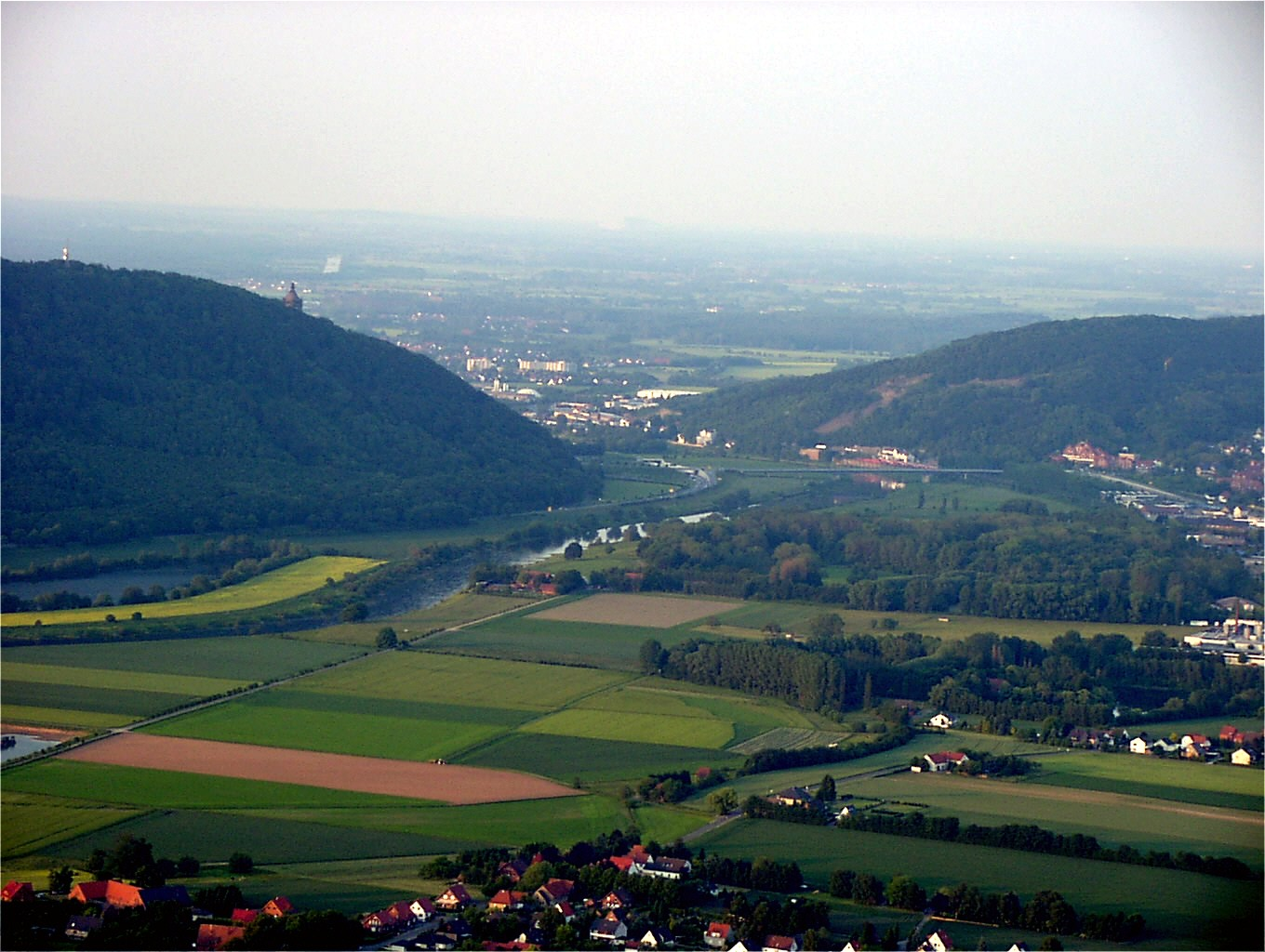
Wittekindsberg (stânga) Jakobsberg (dreapta)

Wittekindsberg este un munte care nu depășește altitudinea de 300 m deasupra n.m. El aparține de munții Wiehengebirge care fac parte din grupa Mittelgebirge, din Germania. Wittekindsberg se află lângă cheile Porta Westfalica în landul Renania de Nord-Westfalia. Pe munte poate fi găsit Monumentul Împăratului Wilhelm I al Germaniei care este simblul orașului Porta Westfalica.